# Asterostroma persimile
Asterostroma persimile är en svampart som beskrevs av Wakef. 1915. Asterostroma persimile ingår i släktet Asterostroma och familjen Lachnocladiaceae.   Inga underarter finns listade i Catalogue of Life.